# Subfòssil

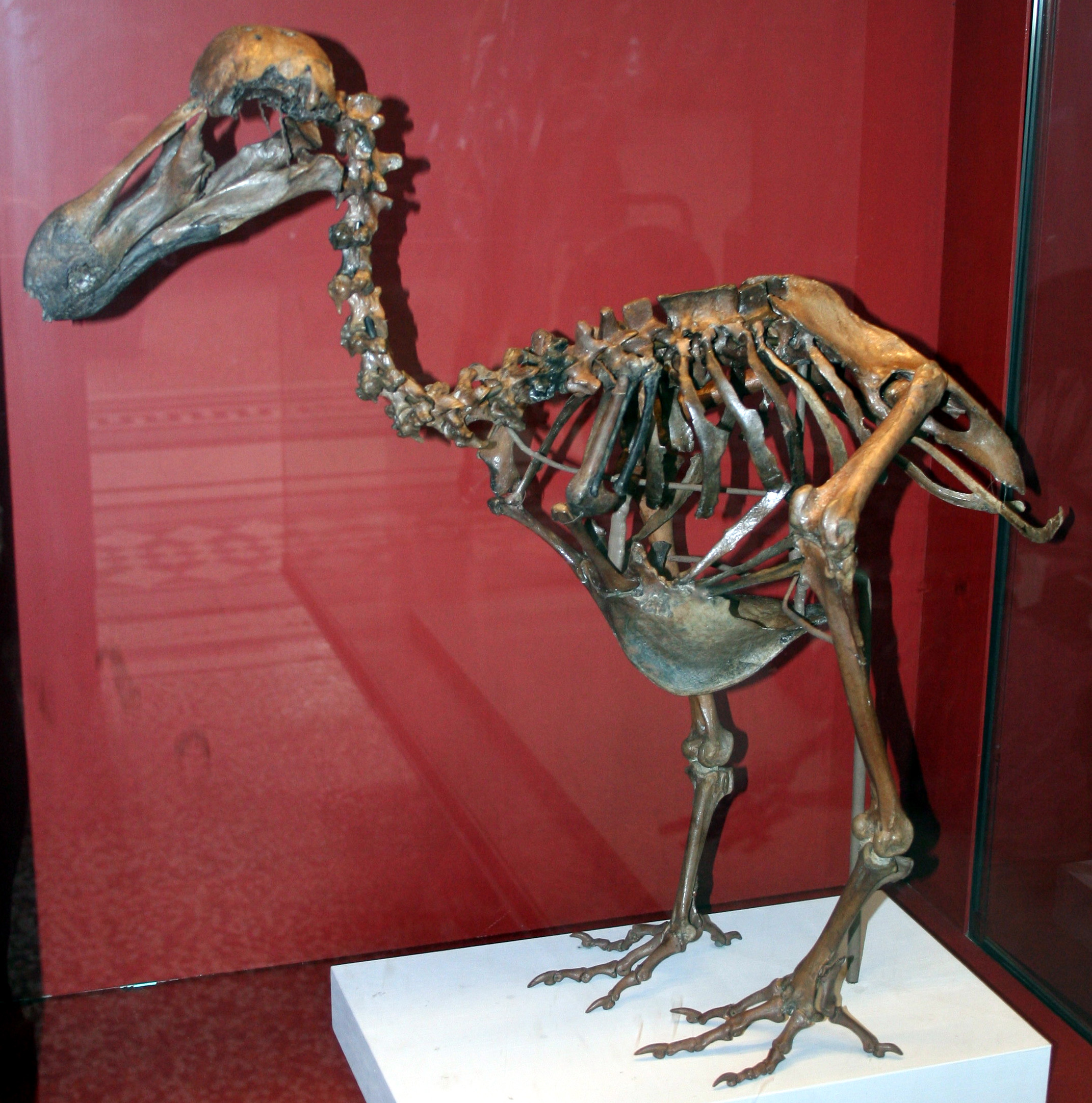
Esquelet de dodo en estat subfòssil

Un subfòssil són les restes en les quals el procés de fossilització no és complet, ja sigui per temps insuficient o perquè les condicions del lloc on va quedar enterrat no eren les òptimes per a ser un fòssil complet.
Els subfòssils més antics de l'era Mesozoica són rars i la majoria dels subfòssils són del Quaternari.
La principal utilitat dels subfòssils és la de contenir matèria orgànica oper extreure'n l'ADN, seqüència de proteïnes o altres biomolècules. A més les proporcions d'isòtops poden donar informació sobre les condicions paleoecològiques on els animals extints vivien.
Els subfòssils es troben sovint en ambients on es puguin dipositar com sediments de llacs, sediments oceànics, i sòls. Un cop dipositats poden patir alteracions físiques o químiques i si són petits poden ser ingerits per organismes vius.
Alguns subfòssils que es troben sovint en sediments quaternaris són: les càpsules del cap de quironòmids, diatomees, foraminífers i molts altres.
També serveixen per estudiar la història de l'evolució mediambiental i en la paleoclimatologia.